# Archidiocèse de Miami
L′archidiocèse de Miami est une Église particulière de l'Église catholique romaine aux États-Unis. Son territoire ecclésiastique inclut les comtés de Broward, Miami Dade et Monroe dans l'État de Floride.

## Histoire
Le diocèse de Miami a été érigé en 1958 par démembrement du diocèse de Saint Augustine. Il est érigé en archidiocèse métropolitain dix ans plus tard. Ses diocèses suffragants sont ceux d'Orlando, Palm Beach, Pensacola-Tallahassee, Saint Augustine, St Petersburg et Venice.      
L'actuel archevêque de Miami est Thomas Wenski (en), également recteur de la cathédrale Sainte-Marie de Miami. En 2009, l'archidiocèse comptait 397 prêtres, 119 diacres permanents, 134 religieux et 281 religieuses, membres de différents ordres religieux. Ces prêtres, diacres et religieux étaient répartis entre les cent onze paroisses et les organisations religieuses et caritatives de l'archidiocèse. À cause du nombre important d'immigrés, la messe est célébrée dans une douzaine de langues dans les paroisses de l'archidiocèse.
Plusieurs organisations à caractère social sont gérées par l'archidiocèse, dont deux hôpitaux, neuf centres de soins, trois maisons de retraite et deux cimetières. Des organisations caritatives (Missionnaires de la Charité, Société de Saint-Vincent-de-Paul, Catholic Charities...) s'occupent des pauvres, des personnes sans abris, des séropositifs, des malades du sida etc.

## Évêques et archevêques

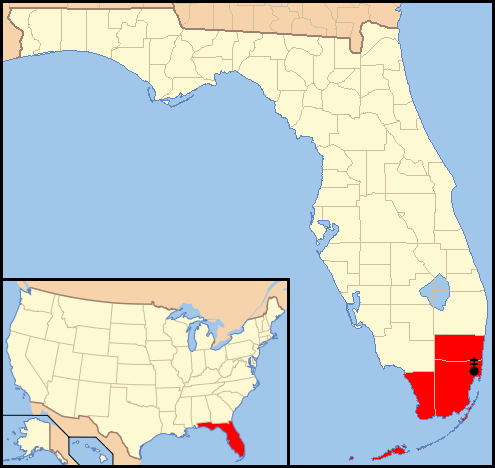
Emplacement de l'archidiocèse.
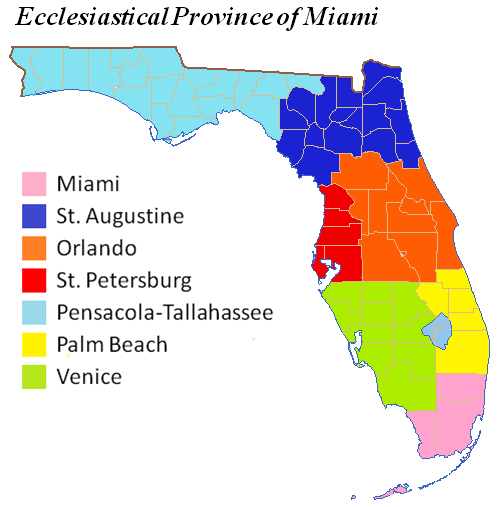
Province ecclésiastique de Miami.

### Articles liés
- Liste des juridictions catholiques aux États-Unis
- Église catholique aux États-Unis